# Delito de lesiones

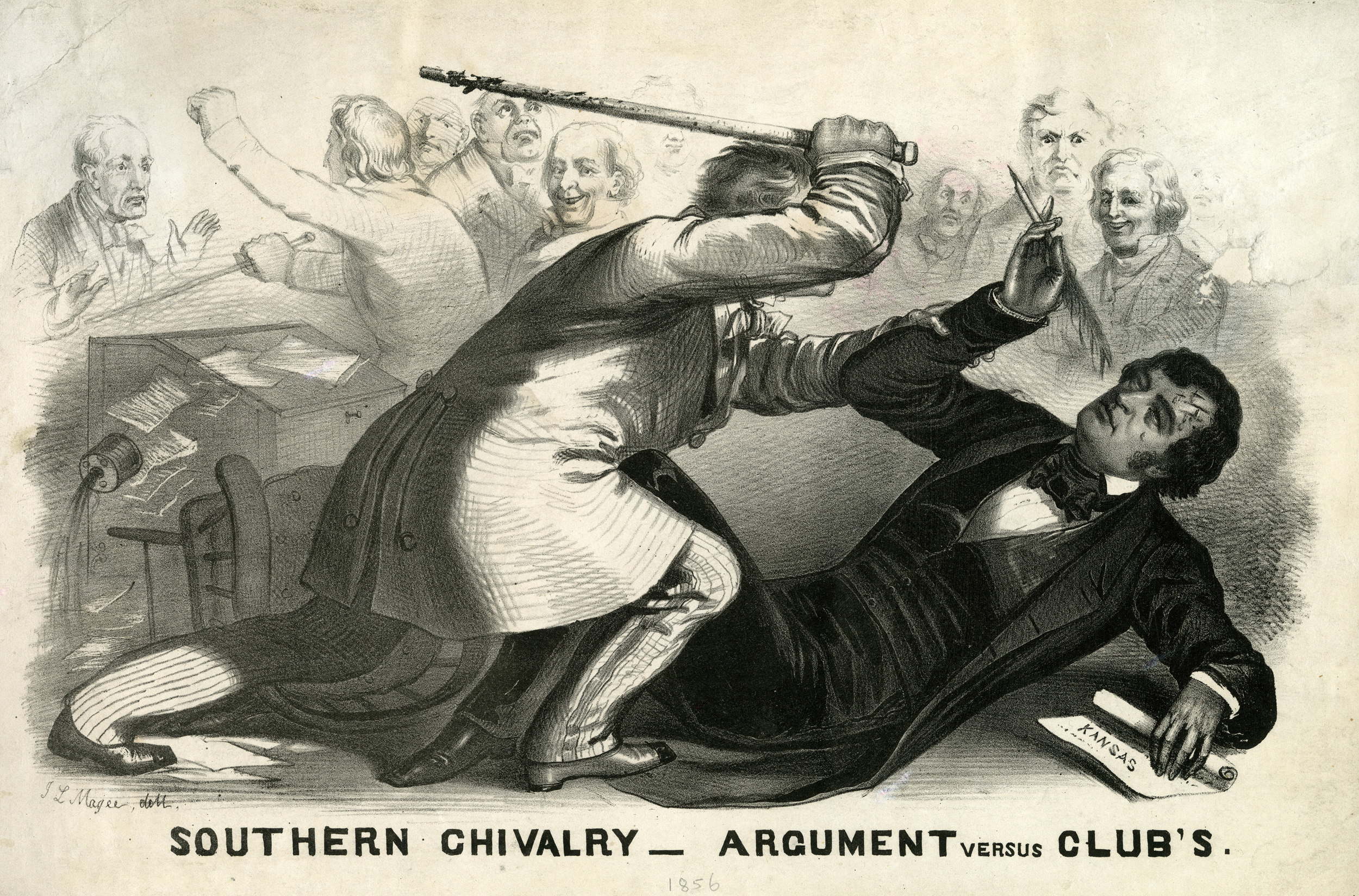
Litografía de 1856 de la paliza de Charles Sumner

En derecho penal, el delito de lesiones es un delito que consiste en causar una o varias lesiones a una persona de forma que se menoscabe su integridad corporal, su salud física o incluso su salud mental. Es uno de los delitos más habituales, puesto que protege uno de los bienes jurídicos más reconocidos, como es la integridad corporal de las personas.
Es un delito cuya pena está relacionada directamente con el daño causado a la víctima. A mayor gravedad del daño la pena es mayor. Si la gravedad de la lesión produce la muerte a la víctima entonces el delito deja de ser de lesiones, y se convierte en homicidio.
El delito de lesiones puede causarse tanto por dolo como por culpa (normalmente por culpa grave), si bien la pena que se impone a cada uno de estos dos casos es distinta.
Tradicionalmente, los sistemas legales de derecho consuetudinario tenían definiciones separadas para asalto y agresión. Cuando se observa esta distinción, agresión se refiere al contacto corporal real, mientras que asalto se refiere a una amenaza creíble o intento de causar agresión. Algunas jurisdicciones combinaron los dos delitos en asalto y agresión, que luego se denominó "asalto". El resultado es que en muchas de estas jurisdicciones, asalto ha adquirido una definición que está más en línea con la definición tradicional de agresión. Los sistemas legales del derecho civil y la ley escocesa nunca han distinguido el asalto de la agresión.
Los sistemas legales generalmente reconocen que las agresiones pueden variar mucho en severidad. En los Estados Unidos, un asalto se puede acusar como un delito menor o un delito mayor. En Inglaterra, Gales y Australia , se puede acusar como agresión común, agresión que ocasiona daño corporal real (ABH) o daño corporal grave (GBH). Canadá también tiene un sistema de tres niveles: asalto, asalto que causa daño corporal y asalto agravado . Por lo general, existen cargos separados por agresión sexual, riña y agresión a un oficial de policía. El asalto puede superponerse con un intento de delito; por ejemplo, un asalto puede ser acusado como intento de asesinato si se hizo con la intención de matar.

## Definiciones relacionadas

### Asalto
En las jurisdicciones que hacen una distinción entre los dos; el asalto generalmente acompaña a la agresión si el agresor amenaza con hacer contacto no deseado y luego lleva a cabo esta amenaza. Los elementos de la agresión son que es un acto voluntario, hecho con el propósito de causar un contacto dañino u ofensivo con otra persona o bajo circunstancias que hacen que dicho contacto ocurra de manera sustancialmente segura y que causa dicho contacto.

### Asalto agravado
El asalto agravado es, en algunas jurisdicciones, una forma más fuerte de asalto, generalmente usando un arma mortal. Una persona ha cometido un asalto agravado cuando esa persona intenta:
- causar lesiones corporales graves a otra persona con un arma mortal.[5]
- tener relaciones sexuales con una persona menor de edad
- causar daños corporales al operar imprudentemente un vehículo motorizado durante una  ira al volante; a menudo referido como asalto vehicular o asalto agravado con un vehículo de motor.

El asalto agravado también puede ser imputado en casos de intento de daño contra policías u otros servidores públicos.

## Defensa
Aunque el alcance y la aplicación precisa de las defensas varía entre jurisdicciones, lo siguiente representa una lista de las defensas que pueden aplicarse a todos los niveles de agresión:

### Consentimiento
Existen excepciones para cubrir el contacto físico no solicitado que equivale a un comportamiento social normal conocido como daño de minimis. La agresión también se puede considerar en casos que involucren escupir o exposición no deseada de fluidos corporales a otros.
El consentimiento puede ser una defensa total o parcial al asalto. En algunas jurisdicciones, sobre todo en Inglaterra, no es una defensa cuando el grado de lesión es grave, siempre que no exista una buena razón legalmente reconocida para la agresión. Esto puede tener consecuencias importantes cuando se trata de temas como la  actividad sexual sadomasoquista consensuada, siendo el caso más notable el caso de la Operation Spanner. Las buenas razones legalmente reconocidas para el consentimiento incluyen cirugía, actividades dentro de las reglas de un juego como artes marciales, lucha libre, boxeo o deportes de contacto, adornos corporales ( R v Wilson[1996] Crim LR 573), o payasadas ( R v Jones [1987] Crim LR 123). Sin embargo, cualquier actividad fuera de las reglas del juego no se reconoce legalmente como una defensa del consentimiento. En la ley escocesa, el consentimiento no es una defensa por agresión.

### Detención y otros actos oficiales
Los  agentes de policía y los funcionarios judiciales tienen la facultad general de utilizar la fuerza con el fin de realizar una  detención o, en general, de desempeñar sus funciones oficiales. Por lo tanto, un funcionario judicial que tome posesión de bienes en virtud de una orden judicial puede usar la fuerza si es razonablemente necesario.

### Castigo
En algunas jurisdicciones como Singapur, el castigo corporal judicial es parte del sistema legal. Los oficiales que administran el castigo tienen inmunidad procesal por agresión.
En los Estados Unidos, el Reino Unido, Australia y Canadá, el castigo corporal administrado a los niños por sus padres o tutores legales no se considera legalmente agresión a menos que se considere excesivo o irrazonable. Lo que constituye "razonable" varía tanto en el derecho escrito como en la jurisprudencia . El castigo físico irrazonable puede cargarse como agresión o bajo un estatuto separado por abuso infantil .
Muchos países, incluidos algunos estados de EE. UU., también permiten el uso de castigos corporales para los niños en la escuela. En derecho inglés , art. 58 Ley de menores de 2004 limita la disponibilidad de la defensa de corrección legal a agresión común bajo s. 39 Ley de justicia penal de 1988 .

### Prevención de crimen
Esto puede implicar o no la autodefensa en el sentido de que usar un grado razonable de fuerza para evitar que otro cometa un delito podría implicar la prevención de una agresión, pero podría ser la prevención de un delito que no involucre el uso de violencia personal.

### Defensa propia
Algunas jurisdicciones permiten el uso de la fuerza en «defensa de la propiedad», para evitar daños ya sea por derecho propio, o bajo una o ambas de las clases de defensa anteriores en las que una amenaza o intento de dañar la propiedad puede considerarse un delito (en la ley inglesa , bajo s5 Criminal Damage Act 1971 se puede argumentar que el acusado tiene una excusa legal para dañar la propiedad durante la defensa y una defensa bajo s3 Criminal Law Act 1967 ) sujeto a la necesidad de disuadir a los vigilantesy excesiva autoayuda. Además, algunas jurisdicciones, como Ohio, permiten que los residentes en sus hogares usen la fuerza para expulsar a un intruso. El residente simplemente necesita afirmar ante el tribunal que se sintió amenazado por la presencia del intruso.
Esta defensa no es universal: en Inglaterra (por ejemplo) los propietarios de viviendas han sido condenados por asalto por atacar a ladrones.

## Datos por regiones
Los siguientes son los países con más casos de agresión según las Naciones Unidas en 2018:
| País           | Cantidad | Porcentaje |
| -------------- | -------- | ---------- |
| Estados Unidos | 807 400  | 246.84     |
| Brasil         | 574 614  | 274.32     |
| Reino Unido    | 547 060  | 925.40     |
| Colombia       | 171 881  | 346.11     |
| Alemania       | 136 727  | 164.48     |

### Australia
El término «agresión», cuando se usa en la legislación, comúnmente se refiere tanto a la agresión común como a la agresión, aunque los dos delitos siguen siendo distintos. El asalto común implica intencionalmente o imprudentemente hacer que una persona aprehenda la imposición inminente de fuerza ilícita, mientras que la agresión se refiere a la imposición real de fuerza.
Cada estado tiene legislación relacionada con el acto de agresión, y los delitos contra el acto que constituyen agresión se escuchan en el Tribunal de Magistrados de ese estado o los delitos procesables se escuchan en un Tribunal de Distrito o Supremo de ese Estado. La legislación que define la agresión de cada estado describe cuáles son los elementos que componen la agresión, dónde se encuentra tipificada la agresión en la legislación o códigos penales, y las sanciones que se aplican por el delito de agresión.
En Nueva Gales del Sur, la Ley de Delitos de 1900 define una serie de delitos de agresión que se consideran más graves que la agresión común y que conllevan penas más severas. Éstas incluyen:

#### Asalto con intención específica adicional
- Actos realizados a la persona con la intención de asesinar.[13]
- Heridas o daños corporales graves.[14]
- Uso o posesión de un arma para resistir el arresto.[15]

#### Agresión causando ciertas lesiones
- Daños corporales reales:[16] el término no está definido en la Ley de delitos , pero la jurisprudencia indica que los daños corporales reales pueden incluir lesiones como contusiones y rasguños,[17] si la lesión infligida es más que meramente transitoria (la lesión no necesariamente tiene que ser permanente)[18]
- Herida[19] – donde hay ruptura de la piel;[17]
- Daño corporal grave[20] que incluye la destrucción de un feto, la desfiguración permanente o grave y la transmisión de una enfermedad corporal grave.[21]

#### Agresión con resultado de muerte
- Muerte.[22]
- Muerte en estado de ebriedad (respecto al delincuente).[22]

### Canadá
La agresión es un delito contemplado en el artículo 265 del Código Penal canadiense. Hay una amplia gama de tipos de agresión que pueden ocurrir. En general, una agresión se produce cuando una persona aplica directa o indirectamente la fuerza de forma intencionada a otra persona sin su consentimiento. También puede ocurrir cuando una persona intenta aplicar dicha fuerza, o amenaza con hacerlo, sin el consentimiento de la otra persona. No es necesario que se produzca una lesión para que se cometa una agresión, pero la fuerza utilizada en la agresión debe ser de naturaleza ofensiva con la intención de aplicar la fuerza. Puede ser una agresión "golpear", "pellizcar", "empujar" o dirigir otra acción menor hacia otra persona, pero una aplicación accidental de la fuerza no es una agresión.
El castigo potencial por una agresión en Canadá varía según la forma en que la acusación proceda en el sistema judicial y el tipo de agresión que se cometa. El Código Penal define la agresión como un doble delito (procesable o sumario). Los agentes de policía pueden detener a alguien sin una orden judicial por una agresión si es de interés público hacerlo, a pesar de lo dispuesto en el artículo 495(2)(d) del Código. Este interés público suele satisfacerse impidiendo la continuación o repetición del delito en la misma víctima.
Algunas variantes del delito ordinario de agresión son:
- Agresión: El delito se define en el artículo 265 del Código.[23]
- Agresión con arma: Artículo 267(a) del Código.
- Agresión que causa daños corporales: Véase agresión que causa lesiones corporales Sección 267(b) del Código.[23]
- Agresión agravada: Sección 268 del Código.[23]
- Agresión a un agente de la paz, etc.: Sección 270 del Código.
- Agresión sexual: Sección 271 del Código.[23]
- Agresión sexual con arma o amenazas o causando daños corporales: Sección 272 del Código.[23]
- Agresión sexual agravada: Véase agresión sexual agravada.

Una persona no puede consentir una agresión con arma, una agresión que cause daños corporales, una agresión agravada o cualquier agresión sexual. El consentimiento también estará viciado si dos personas consienten en pelear pero se pretende y se causa un daño corporal grave (R v Paice; R v Jobidon). Una persona no puede consentir un daño corporal grave.

### India
El Código Penal de la India recoge las penas y tipos de agresión en el capítulo 16,

### Irlanda
El artículo 2 de la Ley de delitos no mortales contra la persona de 1997 crea el delito de agresión, y el artículo 3 de esa ley crea el delito de agresión que causa daño.

### Sudáfrica
La ley sudafricana no establece la distinción entre asalto y agresión. La agresión es un delito de derecho consuetudinario definido como "aplicar fuerza ilegal e intencionalmente a la persona de otro, o inspirar la creencia en ese otro de que la fuerza debe aplicarse inmediatamente a él". La ley también reconoce el delito de agresión con la intención de causar lesiones corporales graves , donde las lesiones corporales graves se definen como "daños que en sí mismos son tales que interfieren gravemente en la salud". El delito de derecho consuetudinario de agresión al pudor fue derogado por la Ley de enmienda del derecho penal (delitos sexuales y asuntos relacionados) de 2007 , y reemplazado por un delito legal deagresión sexual.

## Antigua Grecia
En la Antigua Grecia, la arrogancia se denominaba normalmente "hubris". A diferencia del uso moderno, el término no tenía la connotación extendida de orgullo desmedido, confianza en uno mismo o arrogancia, que a menudo resultaba en un castigo fatal. En la antigua Grecia, la "arrogancia" se refería a acciones que, intencionadamente o no, avergonzaban y humillaban a la víctima y, con frecuencia, también al autor. Era más evidente en las acciones públicas y privadas de los poderosos y ricos.
Las violaciones de la ley contra la arrogancia incluían, lo que hoy se denominaría, agresión y lesiones; delitos sexuales que iban desde la violación forzada de mujeres o niños hasta actividades consentidas pero impropias; o el robo de propiedad pública o sagrada[50]. Dos casos bien conocidos se encuentran en los discursos de Demóstenes, un destacado estadista y orador de la antigua Grecia. Estos dos ejemplos ocurrieron cuando primero, además de otros actos de violencia, Meidias supuestamente golpeó a Demóstenes en la cara en el teatro (Contra Meidias), y segundo (Contra Konon), cuando el acusado supuestamente lo golpeó severamente.
La arrogancia, aunque no se define específicamente, era un término jurídico y se consideraba un delito en la Atenas clásica. También se consideraba el mayor pecado del mundo griego antiguo. Ello era así porque no sólo era prueba de un orgullo desmedido, sino que además daba lugar a actos violentos por parte de los implicados o hacia ellos. Al parecer, la categoría de actos que constituían la arrogancia para los antiguos griegos se amplió a partir de la referencia específica original a la mutilación de un cadáver, o a la humillación de un enemigo derrotado, o al "trato escandaloso", irreverente, en general.
Con el tiempo, el significado se generalizó aún más en su uso moderno en inglés para aplicarse a cualquier acto escandaloso o exhibición de orgullo o desprecio por las leyes morales básicas. Un acto de este tipo puede denominarse "acto de arrogancia", o puede decirse que la persona que lo comete es arrogante. Atë, que en griego significa "ruina, locura, delirio", es la acción realizada por el héroe, normalmente a causa de su arrogancia, o gran orgullo, que conduce a su muerte o caída.
Los conceptos griegos de honor (timē) y vergüenza son cruciales para esta definición. El concepto de timē incluía no sólo la exaltación de quien recibía el honor, sino también la vergüenza de quien era vencido por el acto de arrogancia. Este concepto de honor se asemeja a un juego de suma cero. Rush Rehm simplifica esta definición al concepto contemporáneo de "insolencia, desprecio y violencia excesiva".